# FIS Cup w skokach narciarskich 2005/2006
FIS Cup w skokach narciarskich 2005/2006 – 1. edycja FIS Cupu, która rozpoczęła się 17 września 2005 roku w Predazzo, a zakończyła 5 marca 2006 w Zakopanem. W ramach cyklu rozegrano 21 z 23 zaplanowanych konkursów. 
Pierwotnie w kalendarzu znajdował się Eisenerz, jednak  jak się okazało skocznia nie posiadała ważnej wówczas homologacji zatem zawody zostały przeniesione do Bischofshofen.

## Kalendarz i wyniki
| Lp.                                                             | Data                                                            | Miejscowość                                                     | HS                                                              | Uwagi                                                           | 1. miejsce            | 2. miejsce            | 3. miejsce               |
| --------------------------------------------------------------- | --------------------------------------------------------------- | --------------------------------------------------------------- | --------------------------------------------------------------- | --------------------------------------------------------------- | --------------------- | --------------------- | ------------------------ |
| 1.                                                              | 17 września 2005                                                | Predazzo                                                        | HS-106                                                          | –                                                               | Mario Innauer         | Marco Steinauer       | Stefan Nyffeler          |
| 2.                                                              | 18 września 2005                                                | Predazzo                                                        | HS-106                                                          | –                                                               | Mario Innauer         | Tobias Bogner         | Marco Steinauer          |
| 3.                                                              | 24 września 2005                                                | Bischofshofen                                                   | HS-78                                                           | [ a ]                                                           | Wojciech Skupień      | Anže Damjan           | Christoph Strickner      |
| 4.                                                              | 25 września 2005                                                | Bischofshofen                                                   | HS-78                                                           | [ a ]                                                           | Wojciech Skupień      | Christoph Strickner   | Anže Damjan              |
| 5.                                                              | 26 listopada 2005                                               | Sankt Moritz                                                    | HS-100                                                          | –                                                               | Rafał Śliż            | Kenshirō Itō          | Tomasz Pochwała          |
| 6.                                                              | 27 listopada 2005                                               | Sankt Moritz                                                    | HS-100                                                          | –                                                               | Rafał Śliż            | Kenshirō Itō          | Wojciech Skupień         |
| 7.                                                              | 3 grudnia 2005                                                  | Vikersund                                                       | HS-100                                                          | –                                                               | David Lazzaroni       | Emmanuel Chedal       | Terje Hilde              |
| 8.                                                              | 4 grudnia 2005                                                  | Vikersund                                                       | HS-100                                                          | –                                                               | Terje Hilde           | Andreas Vilberg       | Tommy Egeberg            |
| 9.                                                              | 17 grudnia 2005                                                 | Kuopio                                                          | HS-98                                                           | –                                                               | Maksim Anisimau       | Piotr Czaadajew       | Anton Kaliniczenko       |
| 10.                                                             | 18 grudnia 2005                                                 | Kuopio                                                          | HS-98                                                           | –                                                               | Piotr Czaadajew       | Arttu Lappi           | Anton Kaliniczenko       |
| 11.                                                             | 1 stycznia 2006                                                 | Seefeld                                                         | HS-100                                                          | –                                                               | Mario Innauer         | Gregor Schlierenzauer | Matevž Šparovec          |
| 12.                                                             | 14 stycznia 2006                                                | Harrachov                                                       | HS-100                                                          | –                                                               | Roman Koudelka        | Jan Mazoch            | Michal Doležal           |
| 13.                                                             | 15 stycznia 2006                                                | Harrachov                                                       | HS-100                                                          | –                                                               | Jan Mazoch            | Lukáš Hlava           | Roman Koudelka           |
| 14.                                                             | 21 stycznia 2006                                                | Ljubno                                                          | HS-93                                                           | –                                                               | Sašo Tadič            | Andraž Pograjc        | Manuel Poppinger         |
| 15.                                                             | 22 stycznia 2006                                                | Ljubno                                                          | HS-93                                                           | –                                                               | Sašo Tadič            | Mitja Mežnar          | Andraž Pograjc           |
| 16.                                                             | 4 lutego 2006                                                   | Courchevel                                                      | HS-96                                                           | –                                                               | Emmanuel Chedal       | Damien Maitre         | Vincent Descombes Sevoie |
| 17.                                                             | 5 lutego 2006                                                   | Courchevel                                                      | HS-96                                                           | –                                                               | Anssi Koivuranta      | Emmanuel Chedal       | Vincent Descombes Sevoie |
| —                                                               | 18 lutego 2006                                                  | Lauscha                                                         | HS-102                                                          | –                                                               | odwołany              | odwołany              | odwołany                 |
| —                                                               | 19 lutego 2006                                                  | Lauscha                                                         | HS-102                                                          | –                                                               | odwołany              | odwołany              | odwołany                 |
| 18.                                                             | 1 marca 2006                                                    | Zaō                                                             | HS-100                                                          | –                                                               | Mario Innauer         | Gregor Schlierenzauer | Yūhei Sasaki             |
| 19.                                                             | 2 marca 2006                                                    | Zaō                                                             | HS-100                                                          | –                                                               | Mario Innauer         | Hideharu Miyahira     | Jan Ottar Andersen       |
| 20.                                                             | 4 marca 2006                                                    | Sapporo                                                         | HS-98                                                           | –                                                               | Gregor Schlierenzauer | Kenshirō Itō          | Shōhei Tochimoto         |
| 21.                                                             | 5 marca 2006                                                    | Zakopane                                                        | HS-94                                                           | –                                                               | Roman Koudelka        | Dawid Kowal           | Anže Damjan              |
| FIS Cup w skokach narciarskich 2005/2006 – klasyfikacja końcowa | FIS Cup w skokach narciarskich 2005/2006 – klasyfikacja końcowa | FIS Cup w skokach narciarskich 2005/2006 – klasyfikacja końcowa | FIS Cup w skokach narciarskich 2005/2006 – klasyfikacja końcowa | FIS Cup w skokach narciarskich 2005/2006 – klasyfikacja końcowa | Mario Innauer         | Wojciech Skupień      | Gregor Schlierenzauer    |

## Statystyki indywidualne
| Zawodnik | Predazzo 17.09 | Predazzo 18.09 | Bischofshofen 24.09 | Bischofshofen 25.09 | St. Moritz 26.11 | St. Moritz 27.11 | Vikersund 3.12 | Vikersund 4.12 | Kuopio 17.12 | Kuopio 18.12 | Seefeld 1.01 | Harrachov 14.01 | Harrachov 15.01 | Ljubno 21.01 | Ljubno 22.01 | Courchevel 4.02 | Courchevel 5.02 | Zaō 1.03 | Zaō 2.03 | Sapporo 4.03 | Zakopane 5.03 |
| Austria | Austria        | Austria        | Austria             | Austria             | Austria          | Austria          | Austria        | Austria        | Austria      | Austria      | Austria      | Austria         | Austria         | Austria      | Austria      | Austria         | Austria         | Austria  | Austria  | Austria      | Austria       |
| --- | -------------- | -------------- | ------------------- | ------------------- | ---------------- | ---------------- | -------------- | -------------- | ------------ | ------------ | ------------ | --------------- | --------------- | ------------ | ------------ | --------------- | --------------- | -------- | -------- | ------------ | ------------- |
| Stefan Becker | 57             | 19             | 24                  | 22                  | –                | –                | –              | –              | –            | –            | 40           | –               | –               | 15           | 21           | 5               | 6               | –        | –        | –            | –             |
| Matija Druml | 47             | 28             | 34                  | 46                  | –                | –                | –              | –              | –            | –            | 60           | –               | –               | 35           | 32           | –               | –               | –        | –        | –            | –             |
| Markus Eggenhofer | 67             | 20             | 27                  | 46                  | 7                | dsq              | –              | –              | –            | –            | 23           | –               | –               | 42           | 32           | –               | –               | –        | –        | –            | –             |
| David Fallmann | 25             | 23             | 16                  | 14                  | 9                | 17               | –              | –              | –            | –            | 28           | –               | –               | 23           | 8            | –               | –               | –        | –        | –            | –             |
| Nicolas Fettner | –              | –              | 7                   | 9                   | –                | –                | –              | –              | –            | –            | 12           | –               | –               | –            | –            | –               | –               | –        | –        | –            | –             |
| Stefan Hayböck | –              | –              | –                   | –                   | –                | –                | –              | –              | –            | –            | –            | –               | –               | –            | –            | 20              | 18              | –        | –        | –            | –             |
| Mario Innauer | 1              | 1              | –                   | –                   | –                | –                | –              | –              | –            | –            | 1            | –               | –               | –            | –            | –               | –               | 1        | 1        | 9            | –             |
| Stefan Innerwinkler | 16             | 24             | 34                  | 15                  | 17               | 22               | –              | –              | –            | –            | 27           | –               | –               | 12           | 16           | –               | –               | –        | –        | –            | –             |
| Daniel Karrer | –              | –              | –                   | –                   | –                | –                | –              | –              | –            | –            | –            | –               | –               | –            | –            | 18              | 21              | –        | –        | –            | –             |
| Daniel Katzian | –              | –              | –                   | –                   | –                | –                | –              | –              | –            | –            | –            | –               | –               | –            | –            | 26              | 28              | –        | –        | –            | –             |
| Florian Knaus | 20             | 31             | –                   | –                   | –                | –                | –              | –              | –            | –            | –            | –               | –               | –            | –            | –               | –               | –        | –        | –            | –             |
| Daniel Lackner | –              | –              | –                   | –                   | –                | –                | –              | –              | –            | –            | 9            | –               | –               | –            | –            | –               | –               | –        | –        | –            | –             |
| Markus Lechner | 51             | 43             | 21                  | 18                  | 16               | 13               | –              | –              | –            | –            | 67           | –               | –               | –            | –            | 20              | 13              | –        | –        | –            | –             |
| Vincent Lechner | –              | –              | 7                   | 10                  | 27               | 33               | –              | –              | –            | –            | 34           | –               | –               | 20           | 25           | –               | –               | –        | –        | –            | –             |
| Christoph Lenz | –              | –              | 11                  | 6                   | –                | –                | –              | –              | –            | –            | 14           | –               | –               | –            | –            | –               | –               | –        | –        | –            | –             |
| Daniel Moder | –              | –              | –                   | –                   | –                | –                | –              | –              | –            | –            | –            | –               | –               | –            | –            | 13              | 16              | –        | –        | –            | –             |
| Christian Nagiller | –              | –              | –                   | –                   | –                | –                | –              | –              | –            | –            | 26           | –               | –               | –            | –            | –               | –               | –        | –        | –            | –             |
| Michael Nagiller | 22             | 15             | –                   | –                   | 27               | 31               | –              | –              | –            | –            | –            | –               | –               | –            | –            | –               | –               | –        | –        | –            | –             |
| Arthur Pauli | –              | –              | –                   | –                   | –                | –                | –              | –              | –            | –            | 5            | –               | –               | –            | –            | –               | –               | –        | –        | –            | –             |
| Johannes Peer | –              | –              | 17                  | 13                  | 25               | 43               | –              | –              | –            | –            | –            | –               | –               | –            | –            | 29              | 24              | –        | –        | –            | –             |
| Christian Perischa | –              | –              | 28                  | 20                  | 27               | 33               | –              | –              | –            | –            | –            | –               | –               | –            | –            | –               | –               | –        | –        | –            | –             |
| Manuel Poppinger | –              | –              | –                   | –                   | –                | –                | –              | –              | –            | –            | 34           | –               | –               | 3            | 10           | –               | –               | –        | –        | –            | –             |
| Gregor Schlierenzauer | –              | –              | –                   | –                   | –                | –                | –              | –              | –            | –            | 2            | –               | –               | –            | –            | –               | –               | 2        | 6        | 1            | –             |
| Christoph Strickner | 41             | 51             | 3                   | 2                   | 13               | 10               | –              | –              | –            | –            | 22           | –               | –               | 4            | 4            | –               | –               | –        | –        | –            | –             |
| Andreas Strolz | –              | –              | 9                   | dsq                 | –                | –                | –              | –              | –            | –            | 19           | –               | –               | –            | –            | –               | –               | –        | –        | –            | –             |
| Lukas Tschuschnig | –              | –              | –                   | –                   | 21               | dsq              | –              | –              | –            | –            | 48           | –               | –               | 10           | 30           | –               | –               | –        | –        | –            | –             |
| Thomas Thurnbichler | –              | –              | 5                   | 8                   | –                | –                | –              | –              | –            | –            | 6            | –               | –               | –            | –            | –               | –               | –        | –        | –            | –             |
| David Unterberger | –              | –              | 29                  | 16                  | –                | –                | –              | –              | –            | –            | 25           | –               | –               | 36           | 23           | –               | –               | –        | –        | –            | –             |
| Patric Wurzrainer | –              | –              | –                   | –                   | –                | –                | –              | –              | –            | –            | –            | –               | –               | –            | –            | 14              | 8               | –        | –        | –            | –             |
| Białoruś |                |                |                     |                     |                  |                  |                |                |              |              |              |                 |                 |              |              |                 |                 |          |          |              |               |
| Dzmitryj Afanasienka | 45             | 48             | 41                  | 25                  | –                | –                | –              | –              | –            | –            | –            | –               | –               | –            | –            | –               | –               | –        | –        | –            | –             |
| Maksim Anisimau | –              | –              | –                   | –                   | –                | –                | –              | –              | 1            | 6            | –            | –               | –               | –            | –            | –               | –               | –        | –        | –            | –             |
| Piotr Czaadajew | –              | –              | –                   | –                   | –                | –                | –              | –              | 2            | 1            | –            | –               | –               | –            | –            | –               | –               | –        | –        | –            | –             |
| Alaksandr Hanczarou | –              | –              | –                   | –                   | –                | –                | –              | –              | –            | –            | –            | –               | –               | –            | –            | –               | –               | –        | –        | –            | 39            |
| Siarhiej Hanczarou | –              | –              | –                   | –                   | –                | –                | –              | –              | –            | –            | –            | –               | –               | –            | –            | –               | –               | –        | –        | –            | 40            |
| Alaksiej Murawicki | –              | –              | –                   | –                   | –                | –                | –              | –              | –            | –            | –            | –               | –               | –            | –            | –               | –               | –        | –        | –            | 42            |
| Jauhien Myckaniuk | –              | –              | –                   | –                   | –                | –                | –              | –              | –            | –            | –            | –               | –               | –            | –            | –               | –               | –        | –        | –            | 41            |
| Alaksandr Rubazski | –              | –              | –                   | –                   | –                | –                | –              | –              | –            | –            | –            | –               | –               | –            | –            | –               | –               | –        | –        | –            | dns           |
| Chiny |                |                |                     |                     |                  |                  |                |                |              |              |              |                 |                 |              |              |                 |                 |          |          |              |               |
| Wang Jianxun | –              | –              | –                   | –                   | 31               | 24               | –              | –              | –            | –            | 71           | –               | –               | –            | –            | –               | –               | –        | –        | –            | –             |
| Yang Guang | –              | –              | –                   | –                   | 41               | 28               | –              | –              | –            | –            | 73           | –               | –               | –            | –            | –               | –               | –        | –        | –            | –             |
| Czechy |                |                |                     |                     |                  |                  |                |                |              |              |              |                 |                 |              |              |                 |                 |          |          |              |               |
| Tomáš Beneš | –              | –              | –                   | –                   | –                | –                | –              | –              | –            | –            | –            | 22              | 22              | –            | –            | –               | –               | –        | –        | –            | –             |
| Patrik Chlum | –              | –              | –                   | –                   | 32               | dsq              | –              | –              | –            | –            | –            | –               | –               | –            | –            | –               | –               | –        | –        | –            | –             |
| Pavel Churavý | –              | –              | –                   | –                   | 38               | dsq              | –              | –              | –            | –            | –            | –               | –               | –            | –            | –               | –               | –        | –        | –            | –             |
| Martin Cikl | –              | –              | –                   | –                   | –                | –                | –              | –              | –            | –            | –            | 17              | 10              | –            | –            | –               | –               | –        | –        | –            | –             |
| Michal Doležal | –              | –              | –                   | –                   | –                | –                | –              | –              | –            | –            | –            | 3               | 4               | –            | –            | –               | –               | –        | –        | –            | –             |
| Petr Ermis | –              | –              | –                   | –                   | 8                | 11               | –              | –              | –            | –            | 39           | 31              | 11              | –            | –            | –               | –               | –        | –        | –            | –             |
| Pavel Farkas | –              | –              | –                   | –                   | –                | –                | –              | –              | –            | –            | –            | 33              | 31              | –            | –            | –               | –               | –        | –        | –            | –             |
| Pavel Fízek | –              | –              | –                   | –                   | –                | –                | –              | –              | –            | –            | –            | 9               | 6               | –            | –            | –               | –               | –        | –        | –            | –             |
| Lukáš Hlava | –              | –              | –                   | –                   | –                | –                | –              | –              | –            | –            | –            | 4               | 2               | –            | –            | –               | –               | –        | –        | –            | –             |
| Roman Koudelka | –              | –              | –                   | –                   | 26               | 20               | –              | –              | –            | –            | 21           | 1               | 3               | –            | –            | –               | –               | –        | –        | –            | 1             |
| Martin Kovalev | –              | –              | –                   | –                   | –                | –                | –              | –              | –            | –            | –            | 47              | 40              | –            | –            | –               | –               | –        | –        | –            | –             |
| Čestmír Kožíšek | –              | –              | –                   | –                   | dsq              | 40               | –              | –              | –            | –            | 57           | 29              | 20              | –            | –            | –               | –               | –        | –        | –            | 32            |
| Lukáš Kubáň | –              | –              | –                   | –                   | 44               | 37               | –              | –              | –            | –            | 62           | 44              | 32              | –            | –            | –               | –               | –        | –        | –            | 12            |
| Petr Kutal | –              | –              | –                   | –                   | –                | –                | –              | –              | –            | –            | –            | 28              | 27              | –            | –            | –               | –               | –        | –        | –            | –             |
| Tomáš Kyncl | –              | –              | –                   | –                   | –                | –                | –              | –              | –            | –            | –            | 20              | 18              | –            | –            | –               | –               | –        | –        | –            | –             |
| Marek Kypet | –              | –              | –                   | –                   | –                | –                | –              | –              | –            | –            | –            | 33              | 25              | –            | –            | –               | –               | –        | –        | –            | –             |
| Jan Mazoch | –              | –              | –                   | –                   | –                | –                | –              | –              | –            | –            | –            | 2               | 1               | –            | –            | –               | –               | –        | –        | –            | –             |
| Jiří Mazoch | –              | –              | –                   | –                   | 14               | 26               | –              | –              | –            | –            | 50           | 13              | 15              | –            | –            | –               | –               | –        | –        | –            | 15            |
| Tomáš Slavík | –              | –              | –                   | –                   | 20               | 30               | –              | –              | –            | –            | –            | –               | –               | –            | –            | –               | –               | –        | –        | –            | –             |
| Václav Štorek | –              | –              | –                   | –                   | –                | –                | –              | –              | –            | –            | –            | 48              | 36              | –            | –            | –               | –               | –        | –        | –            | –             |
| Vladimir Struhar | –              | –              | –                   | –                   | 34               | 25               | –              | –              | –            | –            | 74           | 33              | 22              | –            | –            | –               | –               | –        | –        | –            | 31            |
| Jan Vacula | –              | –              | –                   | –                   | –                | –                | –              | –              | –            | –            | –            | 6               | 5               | –            | –            | –               | –               | –        | –        | –            | –             |
| František Vaculík | –              | –              | –                   | –                   | –                | –                | –              | –              | –            | –            | –            | 18              | 12              | –            | –            | –               | –               | –        | –        | –            | –             |
| Aleš Vodseďálek | –              | –              | –                   | –                   | dsq              | 29               | –              | –              | –            | –            | –            | –               | –               | –            | –            | –               | –               | –        | –        | –            | –             |
| Estonia |                |                |                     |                     |                  |                  |                |                |              |              |              |                 |                 |              |              |                 |                 |          |          |              |               |
| Kristjan Ehman | –              | –              | –                   | –                   | –                | –                | –              | –              | 38           | 36           | –            | –               | –               | –            | –            | –               | –               | –        | –        | –            | –             |
| Kristjan Eljand | –              | –              | –                   | –                   | –                | –                | –              | –              | 20           | 33           | –            | –               | –               | –            | –            | –               | –               | –        | –        | –            | –             |
| Tõnis Kartau | –              | –              | –                   | –                   | –                | –                | –              | –              | 39           | dsq          | –            | –               | –               | –            | –            | –               | –               | –        | –        | –            | –             |
| Illimar Pärn | –              | –              | –                   | –                   | –                | –                | –              | –              | 26           | 31           | –            | –               | –               | –            | –            | –               | –               | –        | –        | –            | –             |
| Mats Piho | –              | –              | –                   | –                   | –                | –                | –              | –              | 32           | 27           | –            | –               | –               | –            | –            | –               | –               | –        | –        | –            | –             |
| Siim-Tanel Sammelselg | –              | –              | –                   | –                   | –                | –                | –              | –              | 40           | dsq          | –            | –               | –               | –            | –            | –               | –               | –        | –        | –            | –             |
| Karl-August Tiirmaa | –              | –              | –                   | –                   | –                | –                | –              | –              | 37           | 35           | –            | –               | –               | –            | –            | –               | –               | –        | –        | –            | –             |
| Finlandia |                |                |                     |                     |                  |                  |                |                |              |              |              |                 |                 |              |              |                 |                 |          |          |              |               |
| Lauri Hakola | –              | –              | –                   | –                   | –                | –                | –              | –              | 6            | 5            | –            | –               | –               | –            | –            | –               | –               | –        | –        | –            | –             |
| Jarkko Heikkonen | –              | –              | –                   | –                   | –                | –                | –              | –              | 8            | 7            | –            | –               | –               | –            | –            | –               | –               | –        | –        | –            | –             |
| Herman Huczkowski | –              | –              | –                   | –                   | –                | –                | –              | –              | 8            | 11           | –            | –               | –               | –            | –            | –               | –               | –        | –        | –            | –             |
| Riku Huttunen | –              | –              | –                   | –                   | –                | –                | –              | –              | 19           | 25           | –            | –               | –               | –            | –            | –               | –               | –        | –        | –            | –             |
| Kalle Huusari | –              | –              | –                   | –                   | –                | –                | –              | –              | 30           | dsq          | –            | –               | –               | –            | –            | –               | –               | –        | –        | –            | –             |
| Tommi Ikonen | –              | –              | –                   | –                   | –                | –                | –              | –              | 23           | 22           | –            | –               | –               | –            | –            | –               | –               | –        | –        | –            | –             |
| Mika Kauhanen | –              | –              | –                   | –                   | –                | –                | 7              | 9              | 10           | 8            | –            | –               | –               | –            | –            | –               | –               | –        | –        | –            | –             |
| Anssi Koivuranta | –              | –              | –                   | –                   | –                | –                | –              | –              | –            | –            | –            | –               | –               | –            | –            | –               | 1               | –        | –        | –            | –             |
| Mika Kulmala | –              | –              | –                   | –                   | –                | –                | –              | –              | 27           | 28           | –            | –               | –               | –            | –            | –               | –               | –        | –        | –            | –             |
| Jere Kykkänen | –              | –              | –                   | –                   | –                | –                | –              | –              | 14           | 18           | –            | –               | –               | –            | –            | –               | –               | –        | –        | –            | –             |
| Arttu Lappi | –              | –              | –                   | –                   | –                | –                | –              | –              | 5            | 2            | –            | –               | –               | –            | –            | –               | –               | –        | –        | –            | –             |
| Antti Lehtinen | –              | –              | –                   | –                   | –                | –                | –              | –              | 7            | 4            | –            | –               | –               | –            | –            | –               | –               | 5        | 12       | 7            | –             |
| Olli Muotka | –              | –              | –                   | –                   | –                | –                | –              | –              | 24           | 21           | –            | –               | –               | –            | –            | –               | –               | –        | –        | –            | –             |
| Sami Niemi | –              | –              | –                   | –                   | –                | –                | –              | –              | 12           | 9            | –            | –               | –               | –            | –            | –               | –               | –        | –        | –            | –             |
| Olli Pekkala | –              | –              | –                   | –                   | –                | –                | –              | –              | 17           | 12           | –            | –               | –               | –            | –            | –               | –               | –        | –        | –            | –             |
| Niko Petjala | –              | –              | –                   | –                   | –                | –                | –              | –              | 34           | –            | –            | –               | –               | –            | –            | –               | –               | –        | –        | –            | –             |
| Jesper Ruuth | –              | –              | –                   | –                   | –                | –                | –              | –              | 20           | 29           | –            | –               | –               | –            | –            | –               | –               | –        | –        | –            | –             |
| Janne Ryynänen | –              | –              | –                   | –                   | –                | –                | –              | –              | –            | –            | –            | –               | –               | –            | –            | –               | 8               | –        | –        | –            | –             |
| Joona Saastamoinen | –              | –              | –                   | –                   | –                | –                | –              | –              | 14           | 20           | –            | –               | –               | –            | –            | –               | –               | –        | –        | –            | –             |
| Pekka Salminen | –              | –              | –                   | –                   | –                | –                | –              | –              | 24           | 10           | –            | –               | –               | –            | –            | –               | –               | –        | –        | –            | –             |
| Teemu Summanen | –              | –              | –                   | –                   | –                | –                | –              | –              | 11           | 15           | –            | –               | –               | –            | –            | –               | –               | –        | –        | –            | –             |
| Mikko Taskila | –              | –              | –                   | –                   | –                | –                | –              | –              | –            | 23           | –            | –               | –               | –            | –            | –               | –               | –        | –        | –            | –             |
| Anssi Ylipulli | –              | –              | –                   | –                   | –                | –                | –              | –              | 29           | 32           | –            | –               | –               | –            | –            | –               | –               | –        | –        | –            | –             |
| Francja |                |                |                     |                     |                  |                  |                |                |              |              |              |                 |                 |              |              |                 |                 |          |          |              |               |
| Gautier Airiau | –              | –              | –                   | –                   | –                | –                | –              | –              | –            | –            | 65           | –               | –               | –            | –            | 34              | 34              | –        | –        | –            | –             |
| Kevin Arnould | –              | –              | –                   | –                   | –                | –                | –              | –              | –            | –            | –            | –               | –               | –            | –            | 8               | –               | –        | –        | –            | –             |
| Morgan Benoit | –              | –              | –                   | –                   | –                | –                | –              | –              | –            | –            | –            | –               | –               | –            | –            | 30              | 36              | –        | –        | –            | –             |
| Maxime Boillot | –              | –              | –                   | –                   | –                | –                | –              | –              | –            | –            | –            | –               | –               | –            | –            | 24              | –               | –        | –        | –            | –             |
| Benjamin Bourqui | 19             | 18             | –                   | –                   | –                | –                | –              | –              | –            | –            | –            | –               | –               | –            | –            | –               | 12              | –        | –        | –            | –             |
| Matias Bourdel | 55             | 42             | –                   | –                   | –                | –                | –              | –              | –            | –            | 45           | –               | –               | –            | –            | –               | 14              | –        | –        | –            | –             |
| Mickaël Chappuis | –              | –              | –                   | –                   | –                | –                | –              | –              | –            | –            | –            | –               | –               | –            | –            | dsq             | 22              | –        | –        | –            | –             |
| Billy Chedal | 30             | 38             | –                   | –                   | –                | –                | –              | –              | –            | –            | –            | –               | –               | –            | –            | 25              | 33              | –        | –        | –            | –             |
| Emmanuel Chedal | –              | –              | –                   | –                   | –                | –                | 2              | –              | –            | –            | –            | –               | –               | –            | –            | 1               | 2               | –        | –        | –            | –             |
| Vincent Descombes Sevoie | –              | –              | –                   | –                   | –                | –                | –              | –              | –            | –            | –            | –               | –               | –            | –            | 3               | 3               | –        | –        | –            | –             |
| Nicolas Dessum | –              | –              | –                   | –                   | –                | –                | 15             | –              | –            | –            | –            | –               | –               | –            | –            | 4               | 5               | –        | –        | –            | –             |
| Jean-Baptiste Grangeon | –              | –              | –                   | –                   | –                | –                | –              | –              | –            | –            | –            | –               | –               | –            | –            | 31              | 26              | –        | –        | –            | –             |
| Jonathan Félisaz | –              | –              | –                   | –                   | –                | –                | –              | –              | –            | –            | –            | –               | –               | –            | –            | 17              | –               | –        | –        | –            | –             |
| Alexandre Mabboux | –              | –              | –                   | –                   | –                | –                | –              | –              | –            | –            | –            | –               | –               | –            | –            | 23              | 23              | –        | –        | –            | –             |
| Damien Maitre | –              | –              | –                   | –                   | –                | –                | –              | –              | –            | –            | –            | –               | –               | –            | –            | 2               | 4               | –        | –        | –            | –             |
| Jonathan Martin | –              | –              | –                   | –                   | –                | –                | –              | –              | –            | –            | –            | –               | –               | –            | –            | 28              | 32              | –        | –        | –            | –             |
| Simon Mollard | –              | –              | –                   | –                   | –                | –                | –              | –              | –            | –            | –            | –               | –               | –            | –            | 33              | 34              | –        | –        | –            | –             |
| Yoann Morel | 34             | 25             | –                   | –                   | –                | –                | –              | –              | –            | –            | –            | –               | –               | –            | –            | 15              | 19              | –        | –        | –            | –             |
| Sébastien Lacroix | –              | –              | –                   | –                   | –                | –                | –              | –              | –            | –            | –            | –               | –               | –            | –            | 22              | –               | –        | –        | –            | –             |
| Thomas Lacroix | –              | –              | –                   | –                   | –                | –                | –              | –              | –            | –            | –            | –               | –               | –            | –            | 19              | –               | –        | –        | –            | –             |
| David Lazzaroni | –              | –              | –                   | –                   | –                | –                | 1              | –              | –            | –            | –            | –               | –               | –            | –            | –               | –               | –        | –        | –            | –             |
| Pierre Emmanuel Robe | 51             | 47             | –                   | –                   | 18               | 16               | –              | –              | –            | –            | –            | –               | –               | –            | –            | 6               | 7               | –        | –        | –            | –             |
| Rémi Santiago | –              | –              | –                   | –                   | 10               | 8                | –              | –              | –            | –            | –            | –               | –               | –            | –            | 9               | –               | –        | –        | –            | –             |
| Jordan Taillard | –              | –              | –                   | –                   | –                | –                | –              | –              | –            | –            | –            | –               | –               | –            | –            | –               | 25              | –        | –        | –            | –             |
| Yoann Taillard | –              | –              | –                   | –                   | –                | –                | –              | –              | –            | –            | –            | –               | –               | –            | –            | –               | 27              | –        | –        | –            | –             |
| Maxime Tolosa | –              | –              | –                   | –                   | –                | –                | –              | –              | –            | –            | –            | –               | –               | –            | –            | –               | 30              | –        | –        | –            | –             |
| Japonia |                |                |                     |                     |                  |                  |                |                |              |              |              |                 |                 |              |              |                 |                 |          |          |              |               |
| Yūki Akimoto | –              | –              | –                   | –                   | –                | –                | –              | –              | –            | –            | –            | –               | –               | –            | –            | –               | –               | –        | –        | 16           | –             |
| Yūya Chida | –              | –              | –                   | –                   | –                | –                | –              | –              | –            | –            | –            | –               | –               | –            | –            | –               | –               | –        | 8        | –            | –             |
| Tsubasa Chōnan | –              | –              | –                   | –                   | 24               | 21               | –              | –              | –            | –            | –            | –               | –               | –            | –            | –               | –               | –        | 18       | –            | –             |
| Kōta Endō | –              | –              | –                   | –                   | –                | –                | –              | –              | –            | –            | –            | –               | –               | –            | –            | –               | –               | 7        | 11       | 10           | –             |
| Shūji Endō | –              | –              | –                   | –                   | –                | –                | –              | –              | –            | –            | –            | –               | –               | –            | –            | –               | –               | 12       | 15       | –            | –             |
| Tomoaki Endō | –              | –              | –                   | –                   | –                | –                | –              | –              | –            | –            | –            | –               | –               | –            | –            | –               | –               | 16       | –        | –            | –             |
| Kazuyoshi Funaki | –              | –              | –                   | –                   | –                | –                | –              | –              | –            | –            | –            | –               | –               | –            | –            | –               | –               | –        | dsq      | –            | –             |
| Yūta Funato | –              | –              | –                   | –                   | –                | –                | –              | –              | –            | –            | –            | –               | –               | –            | –            | –               | –               | 11       | 16       | –            | –             |
| Masahiko Harada | –              | –              | –                   | –                   | –                | –                | –              | –              | –            | –            | 36           | –               | –               | –            | –            | –               | –               | –        | –        | –            | –             |
| Yūmu Harada | –              | –              | –                   | –                   | 37               | 38               | –              | –              | –            | –            | –            | –               | –               | –            | –            | –               | –               | 20       | –        | –            | –             |
| Shūta Hirabayashi | –              | –              | –                   | –                   | –                | –                | –              | –              | –            | –            | –            | –               | –               | –            | –            | –               | –               | 10       | 23       | –            | –             |
| Shunji Ikeda | –              | –              | –                   | –                   | –                | –                | –              | –              | –            | –            | –            | –               | –               | –            | –            | –               | –               | –        | 8        | –            | –             |
| Kenshirō Itō | –              | –              | –                   | –                   | 2                | 2                | –              | –              | –            | –            | –            | –               | –               | –            | –            | –               | –               | –        | –        | 2            | –             |
| Shūnhei Kikuchi | –              | –              | –                   | –                   | –                | –                | –              | –              | –            | –            | –            | –               | –               | –            | –            | –               | –               | 13       | –        | –            | –             |
| Hideharu Miyahira | –              | –              | –                   | –                   | –                | –                | –              | –              | –            | –            | –            | –               | –               | –            | –            | –               | –               | –        | 2        | 8            | –             |
| Shōta Miyashita | –              | –              | –                   | –                   | –                | –                | –              | –              | –            | –            | –            | –               | –               | –            | –            | –               | –               | 22       | –        | –            | –             |
| Ryoma Nishimura | –              | –              | –                   | –                   | –                | –                | –              | –              | –            | –            | –            | –               | –               | –            | –            | –               | –               | –        | 25       | –            | –             |
| Kazuki Nishishita | –              | –              | –                   | –                   | –                | –                | –              | –              | –            | –            | –            | –               | –               | –            | –            | –               | –               | –        | 10       | –            | –             |
| Yoshihiko Osanai | 6              | 4              | –                   | –                   | –                | –                | –              | –              | –            | –            | –            | –               | –               | –            | –            | –               | –               | –        | 7        | 5            | –             |
| Yukio Sakano | –              | –              | –                   | –                   | –                | –                | –              | –              | –            | –            | 9            | –               | –               | –            | –            | –               | –               | –        | 13       | –            | –             |
| Yukihiro Sakurai | –              | –              | –                   | –                   | –                | –                | –              | –              | –            | –            | –            | –               | –               | –            | –            | –               | –               | 23       | –        | –            | –             |
| Shingo Sanuki | –              | –              | –                   | –                   | –                | –                | –              | –              | –            | –            | –            | –               | –               | –            | –            | –               | –               | 24       | –        | –            | –             |
| Tetsurō Sanuki | –              | –              | –                   | –                   | –                | –                | –              | –              | –            | –            | –            | –               | –               | –            | –            | –               | –               | 19       | –        | –            | –             |
| Yūhei Sasaki | –              | –              | –                   | –                   | –                | –                | –              | –              | –            | –            | –            | –               | –               | –            | –            | –               | –               | 3        | 19       | 11           | –             |
| Takanori Satō | –              | –              | –                   | –                   | –                | –                | –              | –              | –            | –            | –            | –               | –               | –            | –            | –               | –               | 25       | –        | –            | –             |
| Koji Setō | –              | –              | –                   | –                   | –                | –                | –              | –              | –            | –            | –            | –               | –               | –            | –            | –               | –               | –        | –        | 13           | –             |
| Yuzo Sawaya | –              | –              | –                   | –                   | –                | –                | –              | –              | –            | –            | –            | –               | –               | –            | –            | –               | –               | dsq      | 20       | –            | –             |
| Kōhei Tateoka | –              | –              | –                   | –                   | –                | –                | –              | –              | –            | –            | –            | –               | –               | –            | –            | –               | –               | 14       | –        | –            | –             |
| Shōhei Tochimoto | –              | –              | –                   | –                   | 6                | 6                | –              | –              | –            | –            | 13           | –               | –               | –            | –            | –               | –               | –        | –        | 3            | –             |
| Yūto Toiya | –              | –              | –                   | –                   | –                | –                | –              | –              | –            | –            | –            | –               | –               | –            | –            | –               | –               | 18       | –        | –            | –             |
| Naoya Toyama | –              | –              | –                   | –                   | 11               | 9                | –              | –              | –            | –            | –            | –               | –               | –            | –            | –               | –               | 4        | 17       | 4            | –             |
| Shingo Ueno | –              | –              | –                   | –                   | –                | –                | –              | –              | –            | –            | –            | –               | –               | –            | –            | –               | –               | –        | 5        | –            | –             |
| Yoshimitsu Wada | –              | –              | –                   | –                   | –                | –                | –              | –              | –            | –            | –            | –               | –               | –            | –            | –               | –               | 21       | –        | –            | –             |
| Shōhei Yamada | –              | –              | –                   | –                   | –                | –                | –              | –              | –            | –            | –            | –               | –               | –            | –            | –               | –               | 17       | –        | –            | –             |
| Koji Yamano | –              | –              | –                   | –                   | –                | –                | –              | –              | –            | –            | –            | –               | –               | –            | –            | –               | –               | –        | –        | 15           | –             |
| Kō Yoshida | –              | –              | –                   | –                   | –                | –                | –              | –              | –            | –            | –            | –               | –               | –            | –            | –               | –               | 9        | 21       | –            | –             |
| Kazuya Yoshioka | –              | –              | –                   | –                   | –                | –                | –              | –              | –            | –            | –            | –               | –               | –            | –            | –               | –               | –        | 4        | –            | –             |
| Fumihisa Yumoto | –              | –              | –                   | –                   | –                | –                | –              | –              | –            | –            | –            | –               | –               | –            | –            | –               | –               | –        | 22       | –            | –             |
| Kanada |                |                |                     |                     |                  |                  |                |                |              |              |              |                 |                 |              |              |                 |                 |          |          |              |               |
| Mackenzie Boyd-Clowes | 50             | 56             | 53                  | 58                  | –                | –                | –              | –              | –            | –            | –            | –               | –               | –            | –            | –               | –               | –        | –        | –            | –             |
| Trevor Morrice | 14             | 16             | 36                  | 41                  | –                | –                | –              | –              | –            | –            | –            | –               | –               | –            | –            | –               | –               | –        | –        | –            | –             |
| Jonathan Sevick | 76             | 74             | dsq                 | dsq                 | –                | –                | –              | –              | –            | –            | –            | –               | –               | –            | –            | –               | –               | –        | –        | –            | –             |
| Yuya Tanaka | 72             | 68             | 55                  | 52                  | –                | –                | –              | –              | –            | –            | –            | –               | –               | –            | –            | –               | –               | –        | –        | –            | –             |
| Kazachstan |                |                |                     |                     |                  |                  |                |                |              |              |              |                 |                 |              |              |                 |                 |          |          |              |               |
| Czyngis Nabijew | 62             | 51             | dsq                 | 53                  | –                | –                | 28             | 24             | 35           | 37           | 68           | –               | –               | –            | –            | –               | –               | –        | –        | –            | –             |
| Iwan Karaułow | –              | –              | –                   | –                   | –                | –                | –              | –              | –            | –            | 43           | –               | –               | –            | –            | –               | –               | –        | –        | –            | –             |
| Nikołaj Karpienko | –              | –              | –                   | –                   | –                | –                | –              | –              | –            | –            | 36           | –               | –               | –            | –            | –               | –               | –        | –        | –            | –             |
| Aleksiej Korolew | 12             | –              | –                   | –                   | –                | –                | –              | –              | –            | –            | 46           | –               | –               | –            | –            | –               | –               | –        | –        | –            | –             |
| Roman Kurjawskij | 80             | 76             | 59                  | 62                  | –                | –                | –              | –              | –            | –            | –            | –               | –               | –            | –            | –               | –               | –        | –        | –            | –             |
| Aleksiej Pczelincew | dsq            | 46             | dsq                 | 59                  | –                | –                | 27             | 25             | 31           | 26           | 60           | –               | –               | –            | –            | –               | –               | –        | –        | –            | –             |
| Korea Południowa |                |                |                     |                     |                  |                  |                |                |              |              |              |                 |                 |              |              |                 |                 |          |          |              |               |
| Hyun Hyung-ku | –              | –              | –                   | –                   | 23               | 27               | –              | –              | –            | –            | 64           | –               | –               | –            | –            | –               | –               | –        | –        | –            | –             |
| Kang Chil-ku | –              | –              | –                   | –                   | –                | –                | –              | –              | –            | –            | 33           | –               | –               | –            | –            | –               | –               | –        | –        | –            | –             |
| Kim Hyun-ki | –              | –              | –                   | –                   | –                | –                | –              | –              | –            | –            | 7            | –               | –               | –            | –            | –               | –               | –        | –        | –            | –             |
| Niemcy |                |                |                     |                     |                  |                  |                |                |              |              |              |                 |                 |              |              |                 |                 |          |          |              |               |
| Dominik Benker | 59             | 40             | 51                  | 57                  | –                | –                | –              | –              | –            | –            | –            | –               | –               | –            | –            | –               | –               | –        | –        | –            | –             |
| Patrick Bodmer | 8              | 8              | –                   | –                   | –                | –                | –              | –              | –            | –            | –            | –               | –               | –            | –            | –               | –               | –        | –        | –            | –             |
| Pascal Bodmer | –              | –              | 23                  | 35                  | –                | –                | –              | –              | –            | –            | –            | –               | –               | –            | –            | –               | –               | –        | –        | –            | –             |
| Tobias Bogner | 5              | 2              | –                   | –                   | –                | –                | –              | –              | –            | –            | –            | –               | –               | –            | –            | –               | –               | –        | –        | –            | –             |
| Felix Brodauf | –              | –              | –                   | –                   | –                | –                | –              | –              | –            | –            | –            | –               | –               | 32           | 15           | –               | –               | –        | –        | –            | –             |
| Kevin Brosig | –              | –              | –                   | –                   | –                | –                | –              | –              | –            | –            | –            | –               | –               | 49           | 45           | –               | –               | –        | –        | –            | –             |
| Benjamin Brunner | 53             | 32             | –                   | –                   | –                | –                | –              | –              | –            | –            | –            | 16              | 18              | –            | –            | –               | –               | –        | –        | –            | –             |
| Florian Enders | –              | –              | 22                  | 37                  | –                | –                | –              | –              | –            | –            | –            | –               | –               | –            | –            | –               | –               | –        | –        | –            | –             |
| Christoph Hänel | –              | –              | –                   | –                   | –                | –                | –              | –              | –            | –            | –            | –               | –               | 17           | 18           | –               | –               | –        | –        | –            | –             |
| Bern Heinzmann | –              | –              | 44                  | 35                  | dsq              | dsq              | –              | –              | –            | –            | –            | 30              | 24              | –            | –            | –               | –               | –        | –        | –            | –             |
| Nico Hermann | –              | –              | –                   | –                   | –                | –                | –              | –              | –            | –            | 69           | –               | –               | –            | –            | –               | –               | –        | –        | –            | –             |
| Kevin Horlacher | –              | –              | 4                   | 4                   | –                | –                | –              | –              | –            | –            | –            | –               | –               | –            | –            | –               | –               | –        | –        | –            | –             |
| Ronny Hübner | 44             | 40             | –                   | –                   | –                | –                | –              | –              | –            | –            | –            | –               | –               | –            | –            | 16              | 11              | –        | –        | –            | –             |
| Patrick Kaltenbach | 23             | 30             | –                   | –                   | –                | –                | –              | –              | –            | –            | –            | –               | –               | –            | –            | 10              | 16              | –        | –        | –            | –             |
| Matthias Kappes | –              | –              | 57                  | 49                  | –                | –                | –              | –              | –            | –            | –            | –               | –               | –            | –            | –               | –               | –        | –        | –            | –             |
| Stefan Lang | –              | –              | –                   | –                   | –                | –                | –              | –              | –            | –            | 41           | –               | –               | 44           | 43           | –               | –               | –        | –        | –            | –             |
| Florian Lorenz | –              | –              | 20                  | 30                  | –                | –                | –              | –              | –            | –            | –            | 20              | 20              | –            | –            | –               | –               | –        | –        | –            | –             |
| Bastian Mack | –              | –              | –                   | –                   | –                | –                | –              | –              | –            | –            | –            | –               | –               | –            | –            | dsq             | dsq             | –        | –        | –            | –             |
| Christoph Menz | 26             | 27             | –                   | –                   | –                | –                | –              | –              | –            | –            | –            | –               | –               | –            | –            | –               | –               | –        | –        | –            | –             |
| Dominik Näpel | –              | –              | –                   | –                   | –                | –                | –              | –              | –            | –            | –            | 42              | 30              | –            | –            | –               | –               | –        | –        | –            | –             |
| Stefan Pieper | –              | –              | –                   | –                   | –                | –                | –              | –              | –            | –            | 17           | –               | –               | –            | –            | –               | –               | –        | –        | –            | –             |
| Nikos Polichronidis | –              | –              | –                   | –                   | –                | –                | –              | –              | –            | –            | 55           | –               | –               | 19           | 29           | –               | –               | –        | –        | –            | –             |
| Stefan Rupp | 8              | 13             | –                   | –                   | –                | –                | –              | –              | –            | –            | –            | –               | –               | –            | –            | –               | –               | –        | –        | –            | –             |
| Felix Schoft | 28             | 21             | –                   | –                   | –                | –                | –              | –              | –            | –            | 51           | –               | –               | 13           | 19           | –               | –               | –        | –        | –            | –             |
| Christian Ulmer | –              | –              | –                   | –                   | –                | –                | –              | –              | –            | –            | –            | 12              | 7               | –            | –            | –               | –               | –        | –        | –            | –             |
| Benedikt Wider | –              | –              | –                   | –                   | –                | –                | –              | –              | –            | –            | –            | –               | –               | –            | –            | 27              | 29              | –        | –        | –            | –             |
| Sebastian Wider | –              | –              | 46                  | 24                  | –                | –                | –              | –              | –            | –            | –            | –               | –               | –            | –            | 11              | 15              | –        | –        | –            | –             |
| Andre Wolfram | 41             | 43             | –                   | –                   | –                | –                | –              | –              | –            | –            | –            | –               | –               | 45           | 42           | –               | –               | 15       | 24       | –            | –             |
| Benedikt von Ascheraden | –              | –              | –                   | –                   | –                | –                | –              | –              | –            | –            | –            | –               | –               | –            | –            | 12              | 20              | –        | –        | –            | –             |
| Christian Vogt | –              | –              | dsq                 | 48                  | –                | –                | –              | –              | –            | –            | –            | 40              | 28              | –            | –            | –               | –               | –        | –        | –            | –             |
| Norwegia |                |                |                     |                     |                  |                  |                |                |              |              |              |                 |                 |              |              |                 |                 |          |          |              |               |
| Jan Ottar Andersen | –              | –              | –                   | –                   | –                | –                | 11             | 5              | –            | –            | –            | –               | –               | –            | –            | –               | –               | 6        | 3        | 6            | –             |
| Fredrik Bjerkeengen | 11             | 29             | –                   | –                   | –                | –                | 14             | 17             | 16           | 18           | –            | –               | –               | –            | –            | –               | –               | –        | –        | –            | –             |
| Sivert Bjørnaas | –              | –              | –                   | –                   | –                | –                | 26             | 23             | –            | –            | –            | –               | –               | –            | –            | –               | –               | –        | –        | –            | –             |
| Børge Gellein Blikeng | –              | –              | –                   | –                   | –                | –                | 12             | 18             | –            | –            | –            | –               | –               | –            | –            | –               | –               | –        | –        | –            | –             |
| Tommy Egeberg | –              | –              | –                   | –                   | –                | –                | 10             | 3              | –            | –            | –            | –               | –               | –            | –            | –               | –               | –        | –        | –            | –             |
| Kim René Elverum Sorsell | 49             | 50             | –                   | –                   | –                | –                | 9              | 11             | –            | –            | –            | 10              | 8               | –            | –            | –               | –               | –        | –        | –            | –             |
| Trond-Arild Evensen | –              | –              | –                   | –                   | –                | –                | 16             | 6              | –            | –            | –            | –               | –               | –            | –            | –               | –               | –        | –        | –            | –             |
| Kenneth Gangnes | 27             | 8              | –                   | –                   | –                | –                | 19             | 13             | 18           | 13           | –            | 26              | 16              | –            | –            | –               | –               | –        | –        | –            | –             |
| Tord-Markusen Hammer | 36             | 38             | –                   | –                   | –                | –                | 24             | 14             | –            | –            | –            | –               | –               | –            | –            | –               | –               | –        | –        | –            | –             |
| Håkon Helgesen | –              | –              | –                   | –                   | –                | –                | 13             | 8              | –            | –            | –            | –               | –               | –            | –            | –               | –               | –        | –        | –            | –             |
| Terje Hilde | –              | –              | –                   | –                   | –                | –                | 3              | 1              | –            | –            | –            | –               | –               | –            | –            | –               | –               | –        | –        | –            | –             |
| Anders Jacobsen | –              | –              | –                   | –                   | –                | –                | 5              | 4              | –            | –            | –            | –               | –               | –            | –            | –               | –               | –        | –        | –            | –             |
| Erik Kjelstrup | –              | –              | –                   | –                   | –                | –                | 20             | 18             | –            | –            | –            | 19              | 9               | –            | –            | –               | –               | –        | –        | –            | –             |
| Christoffer Nygaard | –              | –              | –                   | –                   | –                | –                | 22             | 20             | 28           | 30           | –            | –               | –               | –            | –            | –               | –               | –        | –        | –            | –             |
| Erik Renmælmo | –              | –              | –                   | –                   | –                | –                | –              | –              | 22           | 17           | –            | –               | –               | –            | –            | –               | –               | –        | –        | –            | –             |
| Atle Pedersen Rønsen | 36             | 43             | –                   | –                   | –                | –                | 23             | 16             | –            | –            | –            | 15              | 12              | –            | –            | –               | –               | –        | –        | –            | –             |
| Morten Rostad | –              | –              | –                   | –                   | –                | –                | –              | –              | 33           | 24           | –            | –               | –               | –            | –            | –               | –               | –        | –        | –            | –             |
| Steffen Sæther | –              | –              | –                   | –                   | –                | –                | –              | –              | –            | –            | –            | 44              | 34              | –            | –            | –               | –               | –        | –        | –            | –             |
| Erik Lyche Solheim | –              | –              | –                   | –                   | –                | –                | 6              | 10             | –            | –            | –            | –               | –               | –            | –            | –               | –               | –        | –        | –            | –             |
| Anders Stensløkken | –              | –              | –                   | –                   | –                | –                | 21             | 21             | –            | –            | –            | –               | –               | –            | –            | –               | –               | –        | –        | –            | –             |
| Andreas Stjernen | 18             | 26             | –                   | –                   | –                | –                | 18             | 12             | –            | –            | –            | 25              | 14              | –            | –            | –               | –               | –        | –        | –            | –             |
| Kim-Arild Tandberg | –              | –              | –                   | –                   | –                | –                | 8              | 7              | –            | –            | –            | –               | –               | –            | –            | –               | –               | –        | –        | –            | –             |
| Eirik Ulimoen | –              | –              | –                   | –                   | –                | –                | –              | –              | 4            | 14           | –            | –               | –               | –            | –            | –               | –               | –        | –        | –            | –             |
| Andreas Vilberg | –              | –              | –                   | –                   | –                | –                | 4              | 2              | –            | –            | –            | –               | –               | –            | –            | –               | –               | –        | –        | –            | –             |
| Polska |                |                |                     |                     |                  |                  |                |                |              |              |              |                 |                 |              |              |                 |                 |          |          |              |               |
| Piotr Byrt | –              | –              | –                   | –                   | –                | –                | –              | –              | –            | –            | 63           | –               | –               | –            | –            | –               | –               | –        | –        | –            | 30            |
| Piotr Chowaniec | –              | –              | –                   | –                   | –                | –                | –              | –              | –            | –            | –            | –               | –               | –            | –            | –               | –               | –        | –        | –            | 32            |
| Jan Ciapała | –              | –              | –                   | –                   | –                | –                | –              | –              | –            | –            | –            | –               | –               | –            | –            | –               | –               | –        | –        | –            | 25            |
| Mateusz Cieślar | –              | –              | –                   | –                   | –                | –                | –              | –              | –            | –            | –            | –               | –               | –            | –            | –               | –               | –        | –        | –            | 18            |
| Wojciech Gąsienica-Kotelnicki | –              | –              | –                   | –                   | –                | –                | –              | –              | –            | –            | –            | –               | –               | 42           | 32           | –               | –               | –        | –        | –            | 23            |
| Stefan Hula | –              | –              | –                   | –                   | 15               | 14               | –              | –              | –            | –            | –            | –               | –               | –            | –            | –               | –               | –        | –        | –            | –             |
| Maciej Kot | –              | –              | –                   | –                   | –                | –                | –              | –              | –            | –            | –            | –               | –               | 46           | 46           | –               | –               | –        | –        | –            | 22            |
| Dawid Kowal | –              | –              | –                   | –                   | –                | –                | –              | –              | –            | –            | 24           | 5               | –               | 4            | 14           | –               | –               | –        | –        | –            | 2             |
| Dawid Kubacki | –              | –              | 47                  | 33                  | –                | –                | –              | –              | –            | –            | –            | 22              | –               | 28           | 31           | –               | –               | –        | –        | –            | 14            |
| Marek Michniak | –              | –              | 13                  | 29                  | –                | –                | –              | –              | –            | –            | 54           | 13              | –               | –            | –            | –               | –               | –        | –        | –            | 21            |
| Klemens Murańka | –              | –              | 54                  | dsq                 | –                | –                | –              | –              | –            | –            | –            | –               | –               | –            | –            | –               | –               | –        | –        | –            | –             |
| Tomasz Pochwała | –              | –              | –                   | –                   | 3                | 4                | –              | –              | –            | –            | –            | –               | –               | –            | –            | –               | –               | –        | –        | –            | –             |
| Łukasz Rutkowski | –              | –              | dsq                 | 11                  | –                | –                | –              | –              | –            | –            | 14           | 7               | –               | 9            | 5            | –               | –               | –        | –        | –            | –             |
| Mateusz Rutkowski | –              | –              | –                   | –                   | –                | –                | –              | –              | –            | –            | –            | –               | –               | –            | –            | –               | –               | –        | –        | –            | 9             |
| Wojciech Skupień | –              | –              | 1                   | 1                   | 4                | 3                | –              | –              | –            | –            | –            | –               | –               | –            | –            | –               | –               | –        | –        | –            | 6             |
| Grzegorz Sobczyk | –              | –              | –                   | –                   | –                | –                | –              | –              | –            | –            | –            | –               | –               | –            | –            | –               | –               | –        | –        | –            | 16            |
| Krzysztof Styrczula | –              | –              | –                   | –                   | –                | –                | –              | –              | –            | –            | –            | –               | –               | –            | –            | –               | –               | –        | –        | –            | 29            |
| Rafał Śliż | –              | –              | –                   | –                   | 1                | 1                | –              | –              | –            | –            | –            | –               | –               | –            | –            | –               | –               | –        | –        | –            | –             |
| Tomisław Tajner | –              | –              | –                   | –                   | –                | –                | –              | –              | –            | –            | –            | –               | –               | –            | –            | –               | –               | –        | –        | –            | 5             |
| Wojciech Tajner | –              | –              | –                   | –                   | 19               | 5                | –              | –              | –            | –            | –            | 8               | –               | –            | –            | –               | –               | –        | –        | –            | 7             |
| Sebastian Toczek | –              | –              | –                   | –                   | –                | –                | –              | –              | –            | –            | 57           | 41              | –               | 27           | 36           | –               | –               | –        | –        | –            | 11            |
| Wojciech Topór | –              | –              | –                   | –                   | –                | –                | –              | –              | –            | –            | –            | 27              | –               | –            | –            | –               | –               | –        | –        | –            | 16            |
| Paweł Urbański | –              | –              | –                   | –                   | 12               | 12               | –              | –              | –            | –            | –            | 11              | –               | –            | –            | –               | –               | –        | –        | –            | 8             |
| Mateusz Wantulok | –              | –              | –                   | –                   | –                | –                | –              | –              | –            | –            | 52           | –               | –               | –            | –            | –               | –               | –        | –        | –            | 19            |
| Adam Zakrzewski | –              | –              | 58                  | 63                  | –                | –                | –              | –              | –            | –            | –            | –               | –               | –            | –            | –               | –               | –        | –        | –            | –             |
| Jan Ziobro | –              | –              | –                   | –                   | –                | –                | –              | –              | –            | –            | –            | –               | –               | –            | –            | –               | –               | –        | –        | –            | 34            |
| Piotr Żyła | –              | –              | –                   | –                   | 5                | 6                | –              | –              | –            | –            | –            | –               | –               | –            | –            | –               | –               | –        | –        | –            | –             |
| Rosja |                |                |                     |                     |                  |                  |                |                |              |              |              |                 |                 |              |              |                 |                 |          |          |              |               |
| Maksim Cubina | –              | –              | –                   | –                   | –                | –                | –              | –              | 13           | 16           | –            | –               | –               | –            | –            | –               | –               | –        | –        | –            | –             |
| Ildar Fatkullin | –              | –              | –                   | –                   | –                | –                | –              | –              | –            | –            | 4            | –               | –               | –            | –            | –               | –               | –        | –        | –            | –             |
| Pawieł Jeremjewskij | –              | –              | –                   | –                   | –                | –                | –              | –              | –            | –            | 66           | –               | –               | –            | –            | –               | –               | –        | –        | –            | –             |
| Anton Kaliniczenko | –              | –              | –                   | –                   | –                | –                | –              | –              | 3            | 3            | –            | –               | –               | –            | –            | –               | –               | –        | –        | –            | –             |
| Pawieł Karielin | –              | –              | –                   | –                   | –                | –                | –              | –              | –            | –            | 48           | –               | –               | –            | –            | –               | –               | –        | –        | –            | –             |
| Aleksander Kozłow | –              | –              | –                   | –                   | –                | –                | –              | –              | 36           | 34           | –            | –               | –               | –            | –            | –               | –               | –        | –        | –            | –             |
| Jewgienij Plechow | –              | –              | –                   | –                   | –                | –                | –              | –              | –            | –            | 36           | –               | –               | –            | –            | –               | –               | –        | –        | –            | –             |
| Ilja Roslakow | –              | –              | –                   | –                   | –                | –                | –              | –              | –            | –            | 18           | –               | –               | –            | –            | –               | –               | –        | –        | –            | –             |
| Aleksiej Siłajew | –              | –              | –                   | –                   | –                | –                | –              | –              | –            | –            | 42           | –               | –               | –            | –            | –               | –               | –        | –        | –            | –             |
| Dmitrij Sporynin | –              | –              | –                   | –                   | –                | –                | –              | –              | –            | –            | 78           | –               | –               | –            | –            | –               | –               | –        | –        | –            | –             |
| Jegor Ulitin | –              | –              | –                   | –                   | –                | –                | –              | –              | –            | –            | dsq          | –               | –               | –            | –            | –               | –               | –        | –        | –            | –             |
| Rumunia |                |                |                     |                     |                  |                  |                |                |              |              |              |                 |                 |              |              |                 |                 |          |          |              |               |
| Andrei Balazs | 68             | 60             | 45                  | 50                  | 32               | 35               | 25             | 22             | –            | –            | –            | –               | –               | –            | –            | –               | –               | –        | –        | –            | –             |
| Mihai Damian | 78             | 73             | 48                  | dsq                 | –                | –                | –              | –              | –            | –            | –            | –               | –               | –            | –            | –               | –               | –        | –        | –            | –             |
| Ciprian Ioniță | 81             | 72             | 56                  | 54                  | –                | –                | –              | –              | –            | –            | –            | –               | –               | –            | –            | –               | –               | –        | –        | –            | –             |
| Andrei-Iancu Tambaloiu | 68             | 70             | dsq                 | 61                  | –                | –                | –              | –              | –            | –            | –            | –               | –               | –            | –            | –               | –               | –        | –        | –            | –             |
| Słowacja |                |                |                     |                     |                  |                  |                |                |              |              |              |                 |                 |              |              |                 |                 |          |          |              |               |
| Róbert Kartík | –              | –              | –                   | –                   | –                | –                | –              | –              | –            | –            | –            | 33              | 36              | 47           | 51           | –               | –               | –        | –        | –            | 36            |
| Matúš Michalák | –              | –              | –                   | –                   | –                | –                | –              | –              | –            | –            | –            | –               | –               | –            | –            | –               | –               | –        | –        | –            | 26            |
| Michal Pšenko | –              | –              | –                   | –                   | –                | –                | –              | –              | –            | –            | –            | –               | –               | –            | –            | –               | –               | –        | –        | –            | dns           |
| Martin Šútor | –              | –              | –                   | –                   | –                | –                | –              | –              | –            | –            | –            | 38              | 41              | 32           | 52           | –               | –               | –        | –        | –            | 28            |
| Tomáš Zmoray | –              | –              | 49                  | 28                  | –                | –                | –              | –              | –            | –            | –            | 43              | 38              | 40           | 41           | –               | –               | –        | –        | –            | 37            |
| Słowenia |                |                |                     |                     |                  |                  |                |                |              |              |              |                 |                 |              |              |                 |                 |          |          |              |               |
| Luka Bardorfer | –              | –              | 10                  | 5                   | –                | –                | –              | –              | –            | –            | –            | –               | –               | 7            | 13           | –               | –               | –        | –        | –            | –             |
| Luka Brnot | –              | –              | –                   | –                   | –                | –                | –              | –              | –            | –            | –            | –               | –               | 49           | 38           | –               | –               | –        | –        | –            | –             |
| Anže Damjan | –              | –              | 2                   | 3                   | –                | –                | –              | –              | –            | –            | –            | –               | –               | –            | –            | –               | –               | –        | –        | –            | 3             |
| Nejc Frank | –              | –              | –                   | –                   | –                | –                | –              | –              | –            | –            | –            | –               | –               | –            | –            | –               | –               | –        | –        | –            | 4             |
| Robert Hrgota | 10             | 10             | –                   | –                   | –                | –                | –              | –              | –            | –            | –            | –               | –               | –            | –            | –               | –               | –        | –        | –            | –             |
| Gasper Juvan | 58             | 53             | –                   | –                   | –                | –                | –              | –              | –            | –            | –            | –               | –               | 18           | 20           | –               | –               | –        | –        | –            | –             |
| Andraž Kern | –              | –              | 6                   | 37                  | –                | –                | –              | –              | –            | –            | –            | –               | –               | –            | –            | –               | –               | –        | –        | –            | –             |
| Matic Kramaršič | 4              | 5              | –                   | –                   | –                | –                | –              | –              | –            | –            | –            | –               | –               | –            | –            | –               | –               | –        | –        | –            | –             |
| Peter Kurbus | 24             | 16             | –                   | –                   | –                | –                | –              | –              | –            | –            | –            | –               | –               | –            | –            | –               | –               | –        | –        | –            | –             |
| Jernej Košnjek | –              | –              | 14                  | 20                  | –                | –                | –              | –              | –            | –            | 9            | –               | –               | –            | –            | –               | –               | –        | –        | –            | –             |
| Matevž Kotnik | –              | –              | –                   | –                   | –                | –                | –              | –              | –            | –            | –            | –               | –               | 23           | 24           | –               | –               | –        | –        | –            | –             |
| Primož Kožar | 39             | 35             | –                   | –                   | –                | –                | –              | –              | –            | –            | –            | –               | –               | 22           | 21           | –               | –               | –        | –        | –            | –             |
| Rok Kvas | –              | –              | 40                  | 39                  | –                | –                | –              | –              | –            | –            | 29           | –               | –               | –            | –            | –               | –               | –        | –        | –            | –             |
| Matevž Majcen | –              | –              | –                   | –                   | –                | –                | –              | –              | –            | –            | –            | –               | –               | –            | –            | –               | –               | –        | –        | –            | 20            |
| Rok Mandl | 7              | 6              | –                   | –                   | –                | –                | –              | –              | –            | –            | 8            | –               | –               | –            | –            | –               | –               | –        | –        | –            | –             |
| Žiga Mandl | –              | –              | –                   | –                   | –                | –                | –              | –              | –            | –            | –            | –               | –               | 4            | 7            | –               | –               | –        | –        | –            | –             |
| Anže Martinc | –              | –              | –                   | –                   | –                | –                | –              | –              | –            | –            | –            | –               | –               | 21           | 27           | –               | –               | –        | –        | –            | –             |
| Igor Medved | –              | –              | –                   | –                   | –                | –                | –              | –              | –            | –            | –            | –               | –               | 23           | 47           | –               | –               | –        | –        | –            | 12            |
| Tadej Mestek | –              | –              | –                   | –                   | –                | –                | –              | –              | –            | –            | –            | –               | –               | 30           | 37           | –               | –               | –        | –        | –            | –             |
| Mitja Mežnar | –              | –              | –                   | –                   | –                | –                | –              | –              | –            | –            | 19           | –               | –               | 13           | 2            | –               | –               | –        | –        | –            | –             |
| Žiga Pelko | –              | –              | 31                  | 12                  | –                | –                | –              | –              | –            | –            | –            | –               | –               | –            | –            | –               | –               | –        | –        | –            | –             |
| Uroš Peterka | 55             | 33             | –                   | –                   | –                | –                | –              | –              | –            | –            | –            | –               | –               | 7            | 8            | –               | –               | –        | –        | –            | –             |
| Andraž Pograjc | –              | –              | –                   | –                   | –                | –                | –              | –              | –            | –            | 46           | –               | –               | 2            | 3            | –               | –               | –        | –        | –            | –             |
| Matjaž Pungertar | –              | –              | –                   | –                   | –                | –                | –              | –              | –            | –            | 56           | –               | –               | 31           | 6            | –               | –               | –        | –        | –            | –             |
| Gorazd Robnik | 40             | 14             | –                   | –                   | –                | –                | –              | –              | –            | –            | –            | –               | –               | –            | –            | –               | –               | –        | –        | –            | –             |
| Jaka Rus | –              | –              | 32                  | 51                  | –                | –                | –              | –              | –            | –            | 32           | –               | –               | 33           | 10           | –               | –               | –        | –        | –            | –             |
| Uroš Smolej | –              | –              | 19                  | 32                  | –                | –                | –              | –              | –            | –            | –            | –               | –               | –            | –            | –               | –               | –        | –        | –            | 34            |
| Matevž Šparovec | –              | –              | –                   | –                   | –                | –                | –              | –              | –            | –            | 3            | –               | –               | –            | –            | –               | –               | –        | –        | –            | –             |
| Jan Tomažin | 13             | 6              | –                   | –                   | –                | –                | –              | –              | –            | –            | –            | –               | –               | –            | –            | –               | –               | –        | –        | –            | –             |
| Sašo Tadič | –              | –              | –                   | –                   | –                | –                | –              | –              | –            | –            | 14           | –               | –               | 1            | 1            | –               | –               | 8        | 14       | 12           | –             |
| Sašo Trpin | –              | –              | 38                  | 23                  | –                | –                | –              | –              | –            | –            | –            | –               | –               | –            | –            | –               | –               | –        | –        | –            | –             |
| Žiga Urleb | –              | –              | –                   | –                   | –                | –                | –              | –              | –            | –            | –            | –               | –               | 26           | 26           | –               | –               | –        | –        | –            | –             |
| Janez Voglar | –              | –              | –                   | –                   | –                | –                | –              | –              | –            | –            | –            | –               | –               | 28           | 39           | –               | –               | –        | –        | –            | –             |
| Rok Zima | –              | –              | –                   | –                   | –                | –                | –              | –              | –            | –            | –            | –               | –               | –            | –            | –               | –               | –        | –        | –            | 10            |
| Primož Zupan | –              | –              | 11                  | 7                   | –                | –                | –              | –              | –            | –            | 30           | –               | –               | –            | –            | –               | –               | –        | –        | –            | –             |
| Miran Zupančič | –              | –              | –                   | –                   | –                | –                | –              | –              | –            | –            | –            | –               | –               | 15           | 12           | –               | –               | –        | –        | –            | 27            |
| Rožle Žagar | 31             | 22             | –                   | –                   | –                | –                | –              | –              | –            | –            | –            | –               | –               | 11           | 16           | –               | –               | –        | –        | –            | –             |
| Stany Zjednoczone |                |                |                     |                     |                  |                  |                |                |              |              |              |                 |                 |              |              |                 |                 |          |          |              |               |
| Evan Bliss | –              | 67             | 30                  | 40                  | –                | –                | –              | –              | –            | –            | –            | –               | –               | –            | –            | –               | –               | –        | –        | –            | –             |
| Sam Burke | 60             | 48             | dsq                 | 27                  | –                | –                | –              | –              | –            | –            | –            | –               | –               | –            | –            | –               | –               | –        | –        | –            | –             |
| Jeffrey Denney | 48             | 55             | 43                  | 26                  | –                | –                | –              | –              | –            | –            | 70           | –               | –               | –            | –            | –               | –               | –        | –        | –            | –             |
| Nicholas Fairall | 16             | 11             | dsq                 | 31                  | –                | –                | –              | –              | –            | –            | –            | –               | –               | –            | –            | –               | –               | –        | –        | –            | –             |
| Chris Francis | 45             | 57             | 26                  | 60                  | –                | –                | –              | –              | –            | –            | –            | –               | –               | –            | –            | –               | –               | –        | –        | –            | –             |
| Josh Hanson | 54             | 68             | –                   | –                   | –                | –                | –              | –              | –            | –            | –            | –               | –               | –            | –            | –               | –               | –        | –        | –            | –             |
| Blake Hughes | 74             | 58             | 41                  | 41                  | –                | –                | –              | –              | –            | –            | –            | –               | –               | –            | –            | –               | –               | –        | –        | –            | –             |
| Skyler Keate | 29             | 33             | 15                  | 19                  | –                | –                | –              | –              | –            | –            | –            | –               | –               | –            | –            | –               | –               | –        | –        | –            | –             |
| Christopher Lamb | 32             | 59             | 33                  | 43                  | –                | –                | –              | –              | –            | –            | –            | –               | –               | –            | –            | –               | –               | –        | –        | –            | –             |
| Stephen Mackay | 75             | –              | 50                  | 56                  | –                | –                | –              | –              | –            | –            | –            | –               | –               | –            | –            | –               | –               | –        | –        | –            | –             |
| Trevor Wert | 60             | 63             | 39                  | 45                  | –                | –                | –              | –              | –            | –            | –            | –               | –               | –            | –            | –               | –               | –        | –        | –            | –             |
| Szwajcaria |                |                |                     |                     |                  |                  |                |                |              |              |              |                 |                 |              |              |                 |                 |          |          |              |               |
| Sébastien Cala | –              | –              | –                   | –                   | 39               | 42               | –              | –              | –            | –            | –            | –               | –               | –            | –            | –               | –               | –        | –        | –            | –             |
| Rémi Français | –              | –              | 37                  | 44                  | 30               | 17               | –              | –              | –            | –            | –            | –               | –               | –            | –            | –               | –               | –        | –        | –            | –             |
| Philipp Gerber | –              | –              | 52                  | 55                  | 42               | 44               | –              | –              | –            | –            | –            | –               | –               | –            | –            | –               | –               | –        | –        | –            | –             |
| Marco Grigoli | –              | –              | –                   | –                   | 34               | 47               | –              | –              | –            | –            | –            | –               | –               | –            | –            | –               | –               | –        | –        | –            | –             |
| Antoine Guignard | –              | –              | –                   | –                   | –                | dsq              | –              | –              | –            | –            | –            | –               | –               | –            | –            | 7               | 10              | –        | –        | –            | –             |
| Ronny Heer | –              | –              | –                   | –                   | –                | dsq              | –              | –              | –            | –            | –            | –               | –               | –            | –            | –               | –               | –        | –        | –            | –             |
| Michael Hollenstein | –              | –              | –                   | –                   | –                | dsq              | –              | –              | –            | –            | –            | –               | –               | –            | –            | –               | –               | –        | –        | –            | –             |
| Tim Hug | –              | –              | –                   | –                   | –                | 36               | –              | –              | –            | –            | –            | –               | –               | –            | –            | –               | –               | –        | –        | –            | –             |
| Seppi Hurschler | –              | –              | –                   | –                   | –                | 32               | –              | –              | –            | –            | –            | –               | –               | –            | –            | –               | –               | –        | –        | –            | –             |
| Adrian Künzi | –              | –              | –                   | –                   | 43               | 45               | –              | –              | –            | –            | –            | –               | –               | –            | –            | 65              | 31              | –        | –        | –            | –             |
| Pascal Meinherz | –              | –              | –                   | –                   | –                | 46               | –              | –              | –            | –            | –            | –               | –               | –            | –            | –               | –               | –        | –        | –            | –             |
| Stefan Nyffeler | 3              | 11             | dsq                 | 17                  | –                | –                | –              | –              | –            | –            | –            | –               | –               | –            | –            | –               | –               | –        | –        | –            | –             |
| Sven Rauber | –              | –              | –                   | –                   | 36               | 23               | –              | –              | –            | –            | –            | –               | –               | –            | –            | –               | –               | –        | –        | –            | –             |
| Marco Steinauer | 2              | 3              | –                   | –                   | –                | 15               | –              | –              | –            | –            | –            | –               | –               | –            | –            | –               | –               | –        | –        | –            | –             |
| Sandro Steiner | 62             | 35             | 18                  | 34                  | 22               | 19               | –              | –              | –            | –            | –            | –               | –               | –            | –            | –               | –               | –        | –        | –            | –             |
| Lucas Vonlanthen | –              | –              | –                   | –                   | –                | dsq              | –              | –              | –            | –            | –            | –               | –               | –            | –            | –               | –               | –        | –        | –            | –             |
| Szwecja |                |                |                     |                     |                  |                  |                |                |              |              |              |                 |                 |              |              |                 |                 |          |          |              |               |
| Fredrik Balkåsen | –              | –              | –                   | –                   | –                | –                | 16             | 15             | –            | –            | –            | –               | –               | –            | –            | –               | –               | –        | –        | –            | –             |
| Ukraina |                |                |                     |                     |                  |                  |                |                |              |              |              |                 |                 |              |              |                 |                 |          |          |              |               |
| Ołeksandr Łazarowycz | 20             | –              | –                   | –                   | –                | –                | –              | –              | –            | –            | –            | –               | –               | –            | –            | –               | –               | –        | –        | –            | –             |
| Nazarij Prokopiuk | –              | –              | –                   | –                   | –                | –                | –              | –              | –            | –            | –            | –               | –               | –            | –            | –               | –               | –        | –        | –            | 38            |
| Witalij Prokopiuk | –              | –              | –                   | –                   | –                | –                | –              | –              | –            | –            | –            | –               | –               | –            | –            | –               | –               | –        | –        | –            | 24            |
| Witalij Szumbareć | 34             | 61             | 25                  | –                   | –                | –                | –              | –              | –            | –            | –            | –               | –               | –            | –            | –               | –               | –        | –        | –            | –             |
| Węgry |                |                |                     |                     |                  |                  |                |                |              |              |              |                 |                 |              |              |                 |                 |          |          |              |               |
| Ármin Csukovics | –              | –              | dsq                 | –                   | –                | –                | –              | –              | –            | –            | –            | –               | –               | –            | –            | –               | –               | –        | –        | –            | –             |
| Dénes Pungor | –              | –              | dsq                 | –                   | –                | –                | –              | –              | –            | –            | –            | –               | –               | –            | –            | –               | –               | –        | –        | –            | –             |
| Péter Tutczai | –              | –              | dsq                 | –                   | –                | –                | –              | –              | –            | –            | –            | –               | –               | –            | –            | –               | –               | –        | –        | –            | –             |
| Włochy |                |                |                     |                     |                  |                  |                |                |              |              |              |                 |                 |              |              |                 |                 |          |          |              |               |
| Massimiliano Bau | –              | –              | –                   | –                   | –                | –                | –              | –              | –            | –            | –            | –               | –               | 37           | 40           | –               | –               | –        | –        | –            | –             |
| Marco Beltrame | 15             | –              | –                   | –                   | –                | –                | –              | –              | –            | –            | –            | –               | –               | –            | –            | –               | –               | –        | –        | –            | –             |
| Alessio Bolognani | 41             | –              | –                   | –                   | –                | –                | –              | –              | –            | –            | –            | –               | –               | –            | –            | –               | –               | –        | –        | –            | –             |
| Marco Carli | 62             | 71             | –                   | –                   | –                | –                | –              | –              | –            | –            | –            | 46              | 33              | 39           | 50           | –               | –               | –        | –        | –            | –             |
| Stefano Chiapolino | 33             | –              | –                   | –                   | –                | –                | –              | –              | –            | –            | –            | –               | –               | –            | –            | –               | –               | –        | –        | –            | –             |
| Alessio De Crignis | 73             | 66             | –                   | –                   | 40               | 41               | –              | –              | –            | –            | dsq          | –               | –               | 40           | 28           | –               | –               | –        | –        | –            | –             |
| Arrigo Della Mea | –              | –              | –                   | –                   | –                | –                | –              | –              | –            | –            | –            | –               | –               | 51           | 48           | –               | –               | –        | –        | –            | –             |
| Diego Dellasega | 77             | 75             | –                   | –                   | –                | –                | –              | –              | –            | –            | –            | –               | –               | –            | –            | –               | –               | –        | –        | –            | –             |
| Roberto Dellasega | 70             | 65             | –                   | –                   | –                | –                | –              | –              | –            | –            | –            | –               | –               | 33           | 35           | –               | –               | –        | –        | –            | –             |
| Flavio Fruch | 79             | 77             | –                   | –                   | 45               | 48               | –              | –              | –            | –            | 57           | 49              | 39              | 52           | 48           | –               | –               | –        | –        | –            | –             |
| Michele Giuliani | 71             | 64             | –                   | –                   | –                | –                | –              | –              | –            | –            | –            | –               | –               | –            | –            | –               | –               | –        | –        | –            | –             |
| Simone Lepre | 65             | 54             | –                   | –                   | dsq              | 38               | –              | –              | –            | –            | 31           | 39              | 26              | –            | –            | –               | –               | –        | –        | –            | –             |
| Michele Liva | 66             | 61             | –                   | –                   | –                | –                | –              | –              | –            | –            | –            | 31              | 29              | 47           | 44           | –               | –               | –        | –        | –            | –             |
| Simone Morassi | 36             | 35             | –                   | –                   | –                | –                | –              | –              | –            | –            | 53           | 37              | 16              | –            | –            | –               | –               | –        | –        | –            | –             |
| Legenda |                |                |                     |                     |                  |                  |                |                |              |              |              |                 |                 |              |              |                 |                 |          |          |              |               |
| 1-3 4-30 poniżej 30 dns – Zawodnik zgłoszony nie wystartował w konkursie dsq – Zawodnik zdyskwalifikowany w konkursie – – Zawodnik nie zgłoszony do konkursu |                |                |                     |                     |                  |                  |                |                |              |              |              |                 |                 |              |              |                 |                 |          |          |              |               |

## Klasyfikacja generalna
| Źródło  | Źródło                | Źródło | Źródło |
| Miejsce | Zawodnik              | Punkty |        |
| ------- | --------------------- | ------ | ------ |
| 1.      | Mario Innauer         | 529    |        |
| 2.      | Wojciech Skupień      | 350    |        |
| 3.      | Gregor Schlierenzauer | 300    |        |
| 4.      | Christoph Strickner   | 295    |        |
| 5.      | Sašo Tadič            | 290    |        |
| 6.      | Roman Koudelka        | 286    |        |
| 7.      | Emmanuel Chedal       | 260    |        |
| 8.      | Kenshirō Itō          | 240    |        |
| 9.      | Jan Ottar Andersen    | 209    |        |
| 10.     | Dawid Kowal           | 200    |        |
| 10.     | Rafał Śliż            | 200    |        |
| 10.     | Anže Damjan           | 200    |        |
| ...     |                       |        |        |